# Kompakte Konvergenz
In der Mathematik nennt man eine Folge oder Reihe von Funktionen auf einem topologischen Raum {\displaystyle X} mit Werten in einem normierten Raum {\displaystyle E}
kompakt konvergent, wenn sie auf jeder kompakten Teilmenge von {\displaystyle X}
gleichmäßig konvergiert.
Seine Bedeutung erhält der Begriff der kompakten Konvergenz aus der Tatsache, dass aus der
lokal gleichmäßigen Konvergenz einer Folge oder Reihe von Funktionen die kompakte Konvergenz folgt und die Umkehrung für lokalkompakte Räume gilt. Im Allgemeinen gilt diese Umkehrung allerdings nicht, wie im Artikel zum Arens-Fort-Raum ausgeführt wird.

## Die Topologie der kompakten Konvergenz

### Der Spezialfall normierter Räume
Es sei {\displaystyle B=B_{k}(X,E)} der Raum der Funktionen von {\displaystyle X} in den normierten Vektorraum {\displaystyle (E,\|\cdot \|_{E})}, die auf jeder kompakten Teilmenge von {\displaystyle X} beschränkt sind (im Sinne der Norm auf {\displaystyle E}).
Nach Definition von {\displaystyle B} existiert für zwei Abbildungen {\displaystyle f} und {\displaystyle g} aus {\displaystyle B} der auf {\displaystyle K} eingeschränkte Abstand
{\displaystyle d_{K}(f,g):=\|\left.f\right|_{K}-\left.g\right|_{K}\|_{\infty }:=\sup _{x\in K}\|f(x)-g(x)\|_{E}}
für jede (nichtleere) kompakte Teilmenge {\displaystyle K\subset X}. Für die Einschränkungen auf {\displaystyle K} ist dies eine Metrik, für {\displaystyle B} nur eine Pseudometrik, da die Einschränkungen von zwei verschiedenen Funktionen auf {\displaystyle K} übereinstimmen können.
Die kompakte Konvergenz ist die Konvergenz bzgl. dieser Pseudometriken, das heißt ein Netz {\displaystyle (f_{\alpha })_{\alpha \in A}} konvergiert genau dann kompakt gegen {\displaystyle f} in {\displaystyle B}, falls {\displaystyle d_{K}(f_{\alpha },f)\rightarrow 0} für alle kompakten {\displaystyle K\subset X}.
Ist der Raum {\displaystyle X} lokalkompakt und lässt er sich als Vereinigung abzählbar vieler kompakter Mengen {\displaystyle (K_{j})_{j\in \mathbb {N} }}, also in der Form {\displaystyle \textstyle X=\bigcup _{j\in \mathbb {N} }(K_{j})}, darstellen, dann kann man diese Pseudometriken {\displaystyle d_{j}=d_{K_{j}}} zu der Metrik
{\displaystyle d(f,g)=\sum \limits _{j=0}^{\infty }2^{-j}{\frac {d_{j}(f,g)}{1+d_{j}(f,g)}}}
auf {\displaystyle B} zusammensetzen. Damit wird {\displaystyle (B,d)} zu einem metrischen Raum.
In allgemeineren Fällen, wenn keine solche Darstellung für {\displaystyle X} möglich oder bekannt ist, lässt sich durch ein beliebiges System kompakter Mengen {\displaystyle (K_{j})_{j\in J}}, das {\displaystyle X} überdeckt, mit den jeweiligen Pseudometriken  {\displaystyle d_{j}=d_{K_{j}}} eine Familie von Pseudometriken {\displaystyle (d_{j})_{j\in J}} auf {\displaystyle B} auswählen, die eine uniforme Struktur auf {\displaystyle B} definieren. Auch hierzu sind die technischen Details im Artikel Pseudometrik erläutert.

### Verallgemeinerung auf uniforme Räume
Nun sei {\displaystyle E} ein uniformer Raum, dessen uniforme Struktur durch ein System von Pseudometriken {\displaystyle (d_{i})_{i\in I}} gegeben sei.
Sei wieder {\displaystyle B_{k}(X,E)} der Raum aller Funktionen {\displaystyle f\colon X\to E}, die auf allen kompakten Mengen beschränkt sind, das heißt, für die {\displaystyle \textstyle \sup _{x\in K}d_{i}(f(x),y)} für jedes {\displaystyle y\in E} und jedes {\displaystyle i\in I} endlich ist.
Ein wichtiger Unterraum ist der Raum aller stetigen Funktionen {\displaystyle X\to E}.
Ein Netz {\displaystyle (f_{\alpha })_{\alpha \in A}} von Funktionen in {\displaystyle B_{k}(X,E)} konvergiert genau dann kompakt gegen eine Funktion {\displaystyle f\in B_{k}(X,E)}, wenn
{\displaystyle \sup _{x\in K}d_{i}(f_{\alpha }(x),f(x)){\stackrel {\alpha \in A}{\longrightarrow }}0}
für alle {\displaystyle i\in I} und alle {\displaystyle K\subset X} kompakt.
Auf {\displaystyle B_{k}(X,E)} erhält man durch das System der Pseudometriken {\displaystyle d_{i,K}}, wobei {\displaystyle i\in I} und {\displaystyle K\subset X} kompakt und {\displaystyle \textstyle d_{i,K}(f,g):=\sup _{x\in K}d_{i}(f(x),g(x))}, eine uniforme Struktur.
Ist speziell {\displaystyle E} ein normierter Raum, so ist die uniforme Struktur auf {\displaystyle E} durch die Norm gegeben, und man erhält den oben vorgestellten Spezialfall.

### Lokal kompakte und kompakte Räume
Auf lokal kompakten, uniformen Räumen stimmt die Topologie der kompakten Konvergenz mit der Kompakt-Offen-Topologie überein.
Auf kompakten, uniformen Räumen wird die Topologie der kompakten Konvergenz als Topologie der gleichmäßigen Konvergenz bezeichnet.

## Beispiele
1. Potenzreihen analytischer Funktionen auf {\displaystyle X=\mathbb {R} } oder {\displaystyle X=\mathbb {C} } konvergieren innerhalb ihres Konvergenzintervalles bzw. -kreises kompakt.
2. Ist {\displaystyle X=\mathbb {R} }, so bildet das System {\displaystyle \{K_{j}:=[-j;j]\,|\,j\in \mathbb {N} \setminus \{0\}\}} ein abzählbares System von kompakten Mengen, die {\displaystyle \mathbb {R} } überdecken. Damit kann eine Metrik der kompakten Konvergenz auf der Abbildungsmenge {\displaystyle B_{k}(\mathbb {R} ,\mathbb {R} )} eingeführt werden.
3. Ganz entsprechend kann man die Menge der kompakt beschränkten Abbildungen {\displaystyle B_{k}(\mathbb {R} ^{n},\mathbb {R} ^{m})} aus einem {\displaystyle n}-dimensionalen in einen {\displaystyle m}-dimensionalen reellen Vektorraum mit einer Metrik versehen. Als Überdeckung des Urbildraums können hier z. B. Würfel (der Kantenlänge {\displaystyle 2j} mit Schwerpunkt im Ursprung) oder Kugeln (mit Radius {\displaystyle j} um den Ursprung) gewählt werden.
4. Ist {\displaystyle X} ein beschränktes, einfach zusammenhängendes Gebiet der komplexen Zahlenebene, dann lässt sich {\displaystyle X} durch die Mengen {\displaystyle K_{j}:=\left\{x\in X\,|\,d_{H}(x,\partial X)\geq {\tfrac {1}{j}}\right\}} überdecken ({\displaystyle d_{H}} misst den Abstand vom Rand im Sinne der Hausdorff-Metrik, entsteht dabei für kleinere {\displaystyle j\in \mathbb {N} } die leere Menge, dann müssen diese aus der Familie der Pseudometriken bei der Definition der Metrik herausgenommen werden). Auch hier erweist sich damit die Topologie der kompakten Konvergenz als metrisierbar.

## Vollständigkeit
Wichtige Abbildungsräume bilden mit der Topologie der kompakten Konvergenz eine vollständige uniforme Struktur. Zwei Beispiele: Die Räume {\displaystyle {\mathcal {C}}(G)}  bzw. {\displaystyle {\mathcal {O}}(G)} der auf einem Gebiet {\displaystyle G} der komplexe Zahlenebene stetigen bzw. holomorphen Funktionen bilden bezüglich der uniformen Struktur der kompakten Konvergenz vollständige uniforme Raume. In klassischer Formulierung, d. h. ohne topologische Begriffe, lässt sich dies so aussprechen:
- Sind in einem Gebiet {\displaystyle G\subset \mathbb {C} } die Funktionen {\displaystyle f_{n}\colon G\rightarrow \mathbb {C} }, {\displaystyle n\in \mathbb {N} }, alle stetig (bzw. holomorph) und ist die Folge {\displaystyle (f_{n})} kompakt konvergent gegen eine Grenzfunktion {\displaystyle f}, dann ist auch die Grenzfunktion {\displaystyle f} stetig (bzw. holomorph) in {\displaystyle G}.
- Analoges gilt für Reihen {\displaystyle \textstyle \sum _{n=1}^{\infty }g_{n}} und unendliche Produkte {\displaystyle \textstyle \prod _{n=1}^{\infty }g_{n}}, wenn man sie als Funktionenfolgen betrachtet.